# Коштам поље
Коштам поље је крашко поље, тј. проширена долина изнад врела реке Рашке у југозападној Србији на Пештеру. Захвата површину од око 7 km², дугачко је 7, а широко око један километар. Налази се на надморској висини од 840-1000 метара. Дно поља је прекривено речним наносом и неповољно је за бављење пољопривредом. Коштам поље није право крашко поље, већ крашка депресија.
Јован Цвијић сматра да је оно у ствари скрашћени део долине реке Рашке. По дну Коштам поља се налазе понори Точиловке, Ликовске и Делимећске реке, чији се токови на површини опет јављају у врелу Рашке.